# Plagiopsetta glossa
Plagiopsetta glossa är en fiskart som beskrevs av Franz, 1910. Plagiopsetta glossa ingår i släktet Plagiopsetta och familjen Samaridae. Inga underarter finns listade i Catalogue of Life.